# William Whitehead Watts
William Whitehead Watts (7 juin 1860 - 30 juillet 1947) est un géologue britannique.

## Biographie
Il est né près de Broseley dans le Shropshire, l'aîné des deux fils d'Isaac Watts alors maître de musique, et de sa femme, Maria Whitehead, fille d'un fermier .
Il fait ses études aux lycées Bitterley et Shifnal, puis au Denstone College . Il étudie ensuite les sciences au Sidney Sussex College de Cambridge, dont il devient boursier en 1888-1894 ; il obtient les honneurs de première classe en géologie en 1881, un BA en 1882 et une maîtrise en 1885, et devient ScD en 1909. Il donne des conférences pour le programme d'extension de l'Université de Cambridge pendant dix ans . Il commence à étudier la géologie du Shropshire et son premier article sur le sujet est publié en 1885.
Il travaille avec Charles Lapworth sur Shelve and the Corndon et enseigne au Mason College (qui devient plus tard l'Université de Birmingham) pendant l'absence de Lapworth.
Il enseigne la géologie à l'université d'Oxford à partir de 1888, puis en 1891 il rejoint le Geological Survey, travaillant d'abord en Irlande puis sur la Forêt de Charnwood. Il enseigne au Mason College et à l'Université de Birmingham de 1897 à 1906, date à laquelle il accepte la chaire de géologie à l'Imperial College of Science and Technology de South Kensington. Watts est secrétaire (1898–1909) et président (1910–12) de la Geological Society.
Le professeur Watts est élu membre de la Royal Society en 1904 . En 1910, il succède à William Johnson Sollas à la présidence de la Société géologique de Londres. Il est remplacé à son tour en 1912 par Aubrey Strahan.
Il remporte la Médaille Murchison (1915)  et la Médaille Wollaston de la Société Géologique. En 1934, il est élu membre honoraire de la Royal Society of Edinburgh.
Il prend sa retraite en 1930 et meurt le 30 juillet 1947 à l'âge de 87 ans.

## Ouvrages
Il édite des photographies géologiques britanniques
- Géologie pour débutants (1898)
- Shropshire, la géographie du comté (1919)
- Géologie des roches anciennes de la forêt de Charnwood (1947)

## Famille
Il se marie deux fois, d'abord en 1891 avec Louisa Adelaide Atchison, décédée en 1894, puis avec Rachel Atchison (née Rodgers) la belle-sœur, veuve, de sa première femme.